# Haditha-massakren
Haditha-massakren er en massakre begået af amerikanske styrker den 19. november 2005 i Haditha i Irak, hvor en gruppe marinesoldater har dræbt 24 civile, heriblandt 3 børn. Massakren sammenlignes med My Lai-massakren under Vietnamkrigen. Der i øjeblikket undersøgelser i gang både fra irakisk og amerikansk side for at finde frem til hvad der faktisk skete. 